# Jan Michel
Jan Michel (* 26. Juni 1964) ist ein ehemaliger deutscher Fußballspieler.

## Karriere
Im Bereich des DDR-Fußball-Verbandes (DFV) spielte er für den Halleschen FC Chemie, Chemie Wolfen und Dynamo Eisleben. Beim HFC Chemie spielte er 1983/84 und 1987/88 in der höchsten DFV-Spielklasse, der Oberliga, sowie 1984/85, 1985/86, 1986/87 in der DDR-Liga. Mit Dynamo Eisleben spielte er 1989/90 ebenfalls in der DDR-Liga, der zweithöchsten DFV-Spielklasse.
Michel spielte insgesamt von 1977 bis 1988 beim HFC Chemie. Er durchlief die Nachwuchsmannschaften des HFC als Schüler der Kinder- und Jugendsportschule „Friedrich Engels“. Der 3. Platz bei den DDR Junioren-Meisterschaften im Fußball war sein größter Erfolg im Nachwuchsbereich.
1983 schaffte er den Sprung in die erste Männermannschaft des HFC, stieg mit dem HFC 1984 wieder aus der Oberliga ab. Zwei Jahre wurde der Wiederaufstieg verpasst. Hier spielte Jan Michel im offensiven Mittelfeld und schoss 17 Tore in den beiden Ligajahren. In der Aufstiegssaison 1986/87 kam er nur gelegentlich zum Einsatz. Im Oberligajahr 1987/88 konnte er in der Rückrunde noch einige Spiele erfolgreich absolvieren.
Danach folgte der Wechsel zu Chemie Wolfen für ein Jahr. Der anstehende Armeedienst sorgte für einen Wechsel zu Dynamo Eisleben. Hier spielte Michel nur bis zur Winterpause und schoss für Eisleben fünf Tore in der DDR-Liga.
Nach der Wende spielte Michel in der Landesliga NRW bei Niederschelden/Gosenbach und von 1992 bis 1993 in der Wartburgstadt Eisenach in der Thüringen-Liga.  Nach einigen größeren Verletzungen beendete Jan Michel seine aktive Laufbahn als Fußballspieler. Er spielt noch im Seniorenfußball bei den Alten Herren und arbeitete nebenberuflich als Trainer.